# Carutapera
Carutapera este un oraș în Maranhão (MA), Brazilia.